# Indice di Moran
In statistica l'Indice di Moran o più semplicemente I di Moran è definito come la misura dell'autocorrelazione spaziale. 
Secondo Anselin, l'autocorrelazione spaziale può essere definita come un cluster territoriale di valori simili dei parametri. Se i valori simili dei parametri - alti o bassi – sono localizzati spazialmente è presente una autocorrelazione spaziale positiva dei dati. Al contrario, una prossimità spaziale di valori dissimili, cioè non stabili nello spazio, indica una autocorrelazione spaziale negativa (o eterogeneità spaziale).
Per verificare l'esistenza dei cluster spaziali si può utilizzare la I di Moran:
{\displaystyle I={\frac {N}{\sum _{i}\sum _{j}W_{ij}}}{\frac {\sum _{i}\sum _{j}W_{ij}(x_{i}-{\bar {x}})(x_{j}-{\bar {x}})}{\sum _{i}(x_{i}-{\bar {x}})^{2}}}}
dove:
{\displaystyle N} è il numero di unità geografiche.
{\displaystyle x_{i}} è la variabile che descrive il fenomeno oggetto di studio nella regione {\displaystyle i}.
{\displaystyle {\bar {x}}} rappresenta la media campionaria e dunque {\displaystyle (x_{i}-{\bar {x}})} è la deviazione dalla media della variabile di interesse.
{\displaystyle W_{ij}} è la matrice dei pesi che in molti casi è equivalente ad una matrice binaria i,j in cui vengono utilizzati pesi inversamente proporzionali alla distanza tra il punto i e il punto j (dove i è diverso da j).
{\displaystyle I} varia tra -1,0 e +1,0 e il suo numeratore si interpreta come la covarianza tra unità contigue se {\displaystyle I} è maggiore (minore) del valore atteso :{\displaystyle E(I)={\frac {-1}{(N-1)}}} questo cresce (si riduce) e si avvicina a 1 (-1) evidenziando l'esistenza di uno spatial clustering dei valori alti e/o bassi e quindi autocorrelazione spaziale positiva (negativa). Un valore pari a 0 indica un pattern spaziale non diverso da un fenomeno casuale.
In riferimento alla statistica I di Moran è possibile associare un utile grafico che fornisce informazioni complementari e integrative. Si tratta del Moran Scatterplot che riporta in un grafico cartesiano sull'asse delle ascisse la variabile {\displaystyle x} normalizzata e su quello delle ordinate il ritardo spaziale di detta variabile {\displaystyle (Wx)} anch'esso normalizzato. La {\displaystyle I} di Moran è rappresentata dal coefficiente angolare della relazione lineare tra le due variabili riportate sugli assi del Moran scatterplot. Se quindi i punti sono dispersi fra i quattro quadranti questo indicherà assenza di correlazione (il coefficiente angolare è zero). Se invece esiste una chiara relazione, il Moran Scatterplot potrà essere utilizzato per distinguere diverse tipologie di correlazione spaziale. Se, infatti, i punti sono per lo più nei quadranti NordEst e SudOvest avremo correlazione positiva e potremo distinguere fra quei casi (nel quadrante NordEst) dove la relazione si stabilisce per valori alti sia di x (la regione i) che di {\displaystyle (Wx)} (le regioni limitrofe a {\displaystyle i}), si parla in questo caso di relazione Alto-Alto, e quelli dove (nel quadrante SudOvest) i valori sono entrambi bassi dando luogo a una relazione di tipo Basso-Basso. Se la concentrazione dei punti è maggiore negli altri due quadranti (NordOvest e SudEst) la correlazione è negativa. Inoltre per i punti riportati sul quadrante NordOvest avremo associati bassi valori di {\displaystyle x} e alti valori di {\displaystyle Wx} (relazione Basso-Alto) e viceversa nel quadrante SudEst (relazione Alto-Basso).
I risultati del Moran Scatterplot possono essere riportati su una mappa in modo da distinguere geograficamente le aree con le diverse tipologie di correlazione (Alto-Alto, Basso-Basso, Alto-Basso, Basso-Alto). In particolare in questo modo sarà possibile verificare se le regioni accomunate da un certo tipo di correlazione sono fra loro contigue e formano quindi dei cluster. Lo Scatterplot di Moran ha anche l'importante funzione di mettere in evidenza i possibili casi limite (outliers) perché possano essere eventualmente esclusi dalla analisi se rappresentano casi anomali.